# Most SNP
Most SNP (Most Slovenského národného povstania, Nederlands: Brug van de Slowaakse Nationale Opstand) is een brug voor wegverkeer over de Donau in Bratislava, de hoofdstad van Slowakije. Het is de langste tuibrug ter wereld met één pyloon en één brugdek.
Het is een asymmetrische tuibrug met een spanwijdte van 303 meter. De stalen constructie is opgehangen aan stalen tuien, aan de Petržalka-oever verbonden met een dubbele pyloon van 84,6 meter hoog. De totale lengte van de brug is 431,8 meter, de breedte is 21 meter en het gewicht is 7537 ton.
Een bijzondere attractie is het restaurant "UFO" (sinds 2005; voorheen Bystrica) in de vorm van een vliegende schotel boven op de pyloon. Het restaurant kan bereikt worden via een lift in een van de poten van de pyloon. In de andere poot bevindt zich een trap met 430 treden. Boven op het restaurant is een uitkijkpunt over de stad.
Most SNP heeft bovenaan vier rijstroken voor wegverkeer en aan beide zijden aan de onderkant een strook voor fietsers en voetgangers.
In de periode 1993 tot 2012 was de officiële naam Nový Most (Nederlands: Nieuwe Brug).

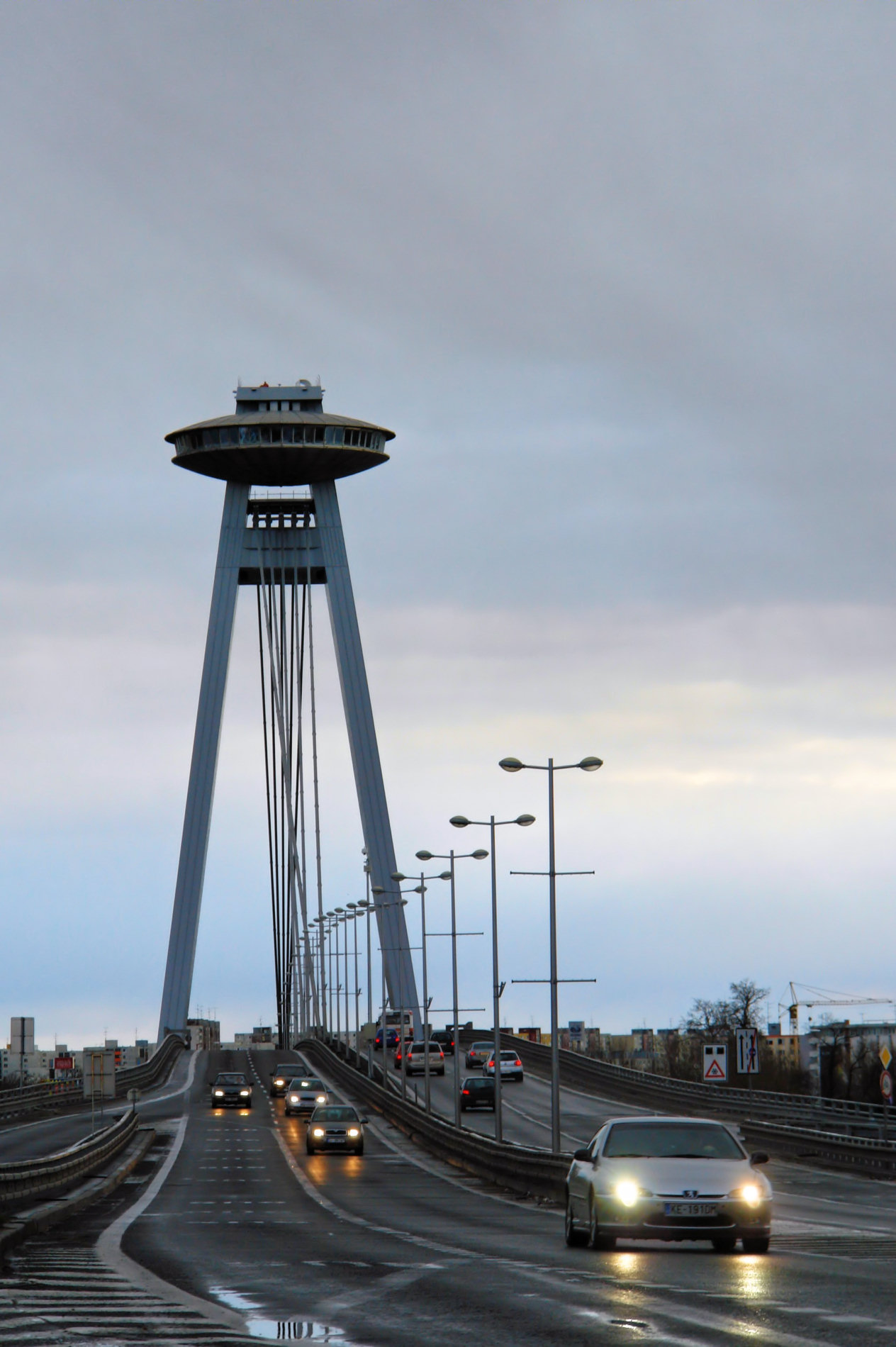
Restaurant UFO in de top
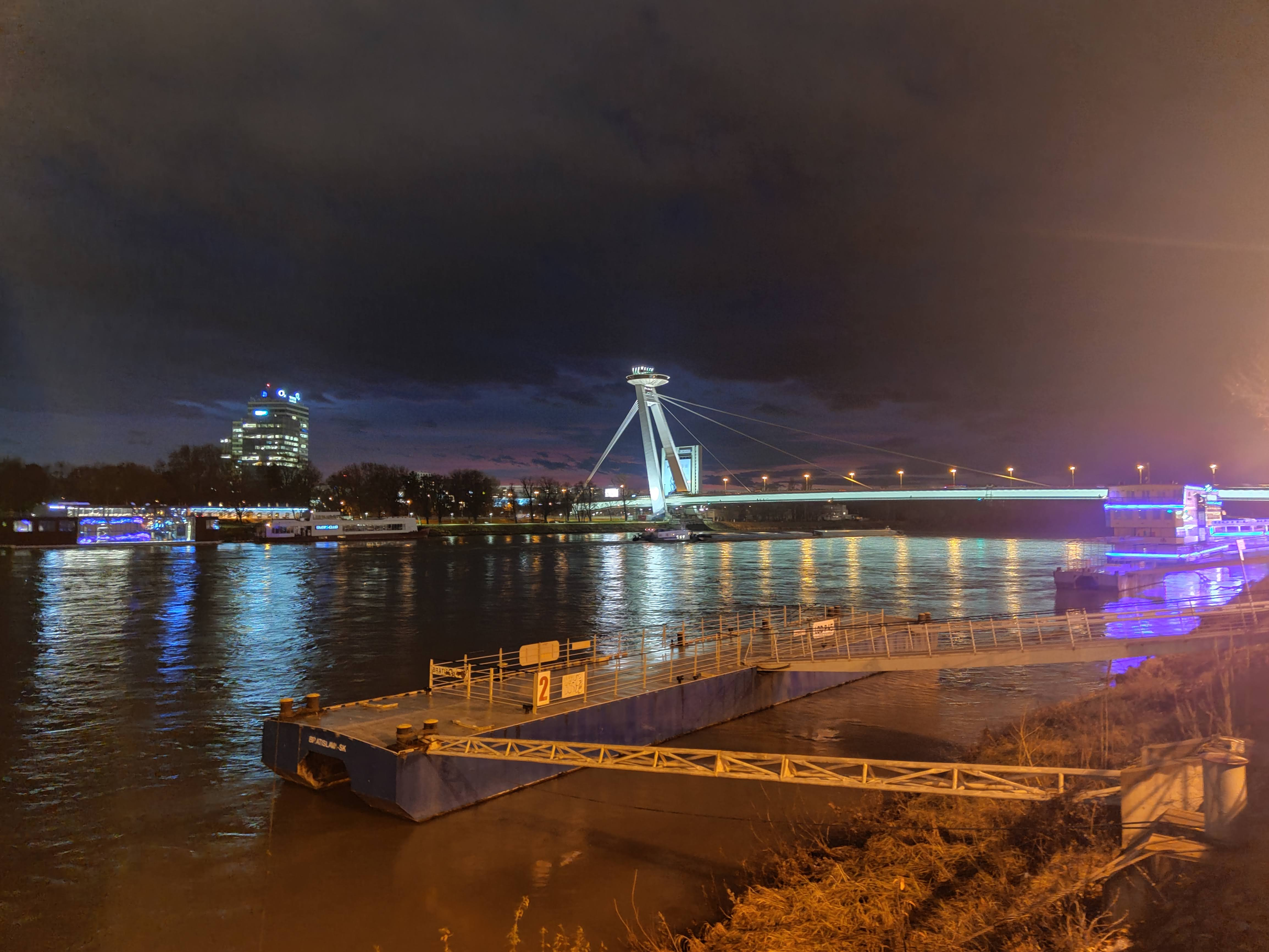
De brug 's nachts

## Constructie
De brug werd gebouwd tussen 1967 en 1972 in de communistische periode onder leiding van A. Tesár, J. Lacko en I. Slameň. De officiële opening vond plaats op 26 augustus 1972. Hierdoor werd de Most SNP de tweede brug over de Donau in Bratislava. Een aanzienlijk deel van de oude stad onderaan de burcht van Bratislava moest worden afgebroken, onder meer het grootste deel van de Joodse wijk. De brug opende de verbinding tussen het stadsdeel Petržalka en de rest van de stad, en bracht een deel van de historische stadsmuren aan het licht.